# Горнозаводський район
Горнозаводський район (рос. Горнозаводский район) — адміністративно-територіальна одиниця в складі Пермського краю Росії.
Адміністративний центр району — місто Горнозаводськ. 

## Географія
Розташований в східній частині краю. Має кордону з Кізеловським, Грем'ячинським, Чусовським районами і Лисьвенським міським округом Пермського краю, а також зі Свердловською областю. Площа району - 7065,28 км, що становить 4,4% від загальної площі Пермського краю.
Район розташований в західних передгір'ях і власне горах Середнього Уралу. Територією протікають річки Вильва, Вижай, Койва, Усьва (верхня течія). Важливу роль у водопостачанні відіграють підземні води.

## Населення
Населення - 22 517 осіб. (2021 рік)
Національний склад
За переписом 1989 року в числі жителів переважають: росіяни (85,7%), друге місце за чисельністю належить татарам (5,6%). У районі проживають також українці, білоруси, башкири та ін.

## Економіка
Провідні галузі господарства району: промисловість по виробництву будматеріалів, лісова промисловість, машинобудування та металообробка, металургія. Для промисловості району в останні роки характерно падіння рівня виробництва.